# Tetraulax albofasciatus
Tetraulax albofasciatus là một loài bọ cánh cứng trong họ Cerambycidae.